# Bely (Vulkan)
Der Vulkan Bely (russisch Бе́лый, „Der Weiße“) ist ein 2080 m hoher aus basaltischem Gestein bestehender Schildvulkan. Er liegt im nördlichen Teil des Sredinny-Höhenrückens auf der russischen Halbinsel Kamtschatka. Es sind keine Ausbrüche bekannt.